# Pinus wallichiana
Pinus wallichiana, el  pino azul del Himalaya o pino de Bután, es una especie originaria del Himalaya, reconocible por sus acículas agrupadas en número de 5 y sus piñas cilíndricas colgantes. Se ha introducido de forma local en algunas partes de España, como la Sierra de Guadarrama.

## Etimología
El nombre del género Pinus es su antiguo nombre en latín.
El epíteto de la especie fue otorgado en honor de Nathaniel Wallich, cirujano, botánico y pteridólogo danés.